# Festival do Berro dos Inhamuns
O Festival do Berro dos Inhamuns, ou mais popularmente conhecido por FestBerro, é a maior feira agropecuária do Ceará. É realizada anualmente, geralmente no mês de novembro, no Parque de Exposição Pedro Alexandrino Feitosa em Tauá. O evento se constitui através de festivais cultural e gastronômico, vaquejada, rodadas de negócios, exposições de animais, oficinas e cursos voltados para a cadeia produtiva da ovinocaprinocultura.

## História
O Festival do Berro dos Inhamuns foi realizado pela primeira vez em 2003 em Tauá, no interior do Ceará. O evento, realizado pela Prefeitura local juntamente com a Associação dos Criadores de Ovinos e Caprinos dos Inhamuns (Ascoci) e o Sindicato Rural de Tauá, e mobilizou a cadeia produtiva de ovinos e caprinos da região e se destacou pelos primeiros resultados dos projetos Aprisco e de melhoramento genético e produtivo do rebanho, que visavam fortelecer a ovinocaprinocultura da região. Nos anos posteriores, o evento continuou se consolidando como um dos maiores eventos da caprinocultura cearense.
Em 2010, o evento se renovou novamente, e implementou diversas atrações, como vaquejadas, leilões mistos, feira da agricultura familiar e encontro ecológico. Foi ampliado com a introdução de eventos e feiras paralelas, com a finalidade de movimentar ainda mais o evento. Durante a década, o FestBerro seguiu se destacando entre as principais feiras do estado. O evento não foi realizado entre os anos de 2017 e 2021.
O FestBerro retornou em 2022, e movimentou no município de Tauá cerca de 1,2 milhões de reais, e que incentivou o comércio local e empreendimentos ligados de forma direta e indiretamente ao FestBerro. No ano seguinte, o festival teve o maior número de animais, maior número de visitantes e com o maior valor em prêmios até então na história do evento, com as atrações musicais atraindo mais de 20 mil pessoas. A edição do festival também contou com a presença dos ministros da Agricultura e Pecuária Carlos Fávaro e da Pesca e Aquicultura André de Paula.